# Чемпионат мира по стрельбе 1966
39-й чемпионат мира по стрельбе прошёл в 1966 году в Висбадене (ФРГ).

## Общий медальный зачёт
| Место | Страна         | Золото | Серебро | Бронза | Всего |
| ----- | -------------- | ------ | ------- | ------ | ----- |
| 1     | США            | 17     | 6       | 6      | 29    |
| 2     | СССР           | 10     | 14      | 10     | 34    |
| 3     | Польша         | 2      | 3       | 4      | 9     |
| 4     | ФРГ            | 2      | 3       | 1      | 6     |
| 4     | Швейцария      | 2      | 3       | 1      | 6     |
| 6     | Румыния        | 1      | 3       | 0      | 4     |
| 7     | ГДР            | 1      | 1       | 5      | 7     |
| 8     | Швеция         | 1      | 0       | 2      | 3     |
| 9     | Чили           | 1      | 0       | 0      | 1     |
| 10    | Чехословакия   | 0      | 1       | 2      | 3     |
| 11    | Болгария       | 0      | 1       | 0      | 1     |
| 11    | Норвегия       | 0      | 1       | 0      | 1     |
| 11    | Венесуэла      | 0      | 1       | 0      | 1     |
| 13    | Венгрия        | 0      | 0       | 3      | 3     |
| 14    | Франция        | 0      | 0       | 1      | 1     |
| 14    | Великобритания | 0      | 0       | 1      | 1     |
| 14    | ЮАР            | 0      | 0       | 1      | 1     |

## Медалисты

### Мужчины

#### Винтовка
| Дисциплина                                           | Золото                                                                   | Серебро                                                                           | Бронза                                                                          |
| ---------------------------------------------------- | ------------------------------------------------------------------------ | --------------------------------------------------------------------------------- | ------------------------------------------------------------------------------- |
| Винтовка с трёх позиций, 50 м                        | Гэри Андерсон (США)                                                      | Марат Ниязов (СССР)                                                               | Хенрик Гурски (Польша)                                                          |
| Винтовка с трёх позиций, 50 м (команды)              | США · Гэри Андерсон · Томас Пул · Майкл Томпсон · Лоунс Виггер           | СССР · Марат Ниязов · Александр Герасимёнок · Валентин Корнев · Владимир Коняхин  | ГДР · Вернер Липпольдт · Гюнтер Ланге · Дитер Мюнцерт · Хартмут Зоммер          |
| Винтовка лёжа, 50 м                                  | Дэвид Бойд (США)                                                         | Ежи Новицки (Польша)                                                              | Вильям Криллинг (США)                                                           |
| Винтовка лёжа, 50 м (команды)                        | США · Дональд Адамс · Дэвид Бойд · Вильям Криллинг · Лоунс Виггер        | Польша · Януш Калмус · Станислав Маруха · Ежи Новицки · Анджей Трайда             | СССР · Василий Борисов · Александр Герасимёнок · Валентин Корнев · Марат Ниязов |
| Винтовка с колена, 50 м                              | Владимир Коняхин (СССР)                                                  | Марат Ниязов (СССР)                                                               | Майкл Виктор (ЮАР)                                                              |
| Винтовка с колена, 50 м (команды)                    | США · Гэри Андерсон · Томас Пул · Майкл Томпсон · Лоунс Виггер           | СССР · Марат Ниязов · Александр Герасимёнок · Валентин Корнев · Владимир Коняхин  | Польша · Януш Калмус · Хенрик Гурски · Ежи Новицки · Анджей Трайда              |
| Винтовка стоя, 50 м                                  | Гэри Андерсон (США)                                                      | Хартмут Зоммер (ГДР)                                                              | Хенрик Гурски (ГДР)                                                             |
| Винтовка стоя, 50 м (команды)                        | ГДР · Вернер Липпольдт · Гюнтер Ланге · Дитер Мюнцерт · Хартмут Зоммер   | СССР · Марат Ниязов · Александр Герасимёнок · Валентин Корнев · Владимир Коняхин  | США · Гэри Андерсон · Томас Пул · Майкл Томпсон · Лоунс Виггер                  |
| Винтовка с трёх позиций, 300 м                       | Гэри Андерсон (США)                                                      | Александр Герасимёнок (СССР)                                                      | Джон Фостер (США)                                                               |
| Винтовка с трёх позиций, 300 м (команды)             | США · Гэри Андерсон · Джон Фостер · Майкл Томпсон · Лоунс Виггер         | СССР · Марат Ниязов · Александр Герасимёнок · Людвиг Лустберг · Владимир Коняхин  | Швейцария · Карл Фитци · Курт Мюллер · Ханс Зимонет · Эрвин Фогт                |
| Винтовка лёжа, 300 м                                 | Курт Юханссон (Швеция)                                                   | Магне Ландрё (Норвегия)                                                           | Марат Ниязов (СССР)                                                             |
| Винтовка с колена, 300 м                             | Джон Фостер (США)                                                        | Александр Герасимёнок (СССР)                                                      | Курт Юханссон (Швеция)                                                          |
| Винтовка стоя, 300 м                                 | Курт Мюллер (Швейцария)                                                  | Гэри Андерсон (США)                                                               | Александр Герасимёнок (СССР)                                                    |
| Стандартная винтовка, 300 м                          | Людвиг Лустберг (СССР)                                                   | Владимир Коняхин (СССР)                                                           | Гэри Андерсон (США)                                                             |
| Стандартная винтовка, 300 м (команды)                | СССР · Эдуард Ярош · Юрий Кудряшов · Людвиг Лустберг · Владимир Коняхин  | Швейцария · Аугуст Холленштайн · Курт Мюллер · Ханс Зимонет · Эрвин Фогт          | США · Гэри Андерсон · Дональд Адамс · Мартин Гуннарссон · Вильям Криллинг       |
| Стандартная винтовка с трёх позиций, 300 м           | Дональд Адамс (США)                                                      | Гэри Андерсон (США)                                                               | Хартмут Зоммер (ГДР)                                                            |
| Стандартная винтовка с трёх позиций, 300 м (команды) | США · Гэри Андерсон · Дональд Адамс · Джон Фостер · Вильям Криллинг      | СССР · Людвиг Лустберг · Александр Герасименок · Юрий Кудряшов · Владимир Коняхин | ГДР · Вернер Липпольдт · Гюнтер Ланге · Ханс-Йоахим Ленерт · Хартмут Зоммер     |
| Пневматическая винтовка, 10 м                        | Герд Кюммет (ФРГ)                                                        | Аугуст Холленштайн (Швейцария)                                                    | Лайош Папп (Венгрия)                                                            |
| Пневматическая винтовка, 10 м (команды)              | Швейцария · Аугуст Холленштайн · Курт Мюллер · Ханс Зимонет · Эрвин Фогт | ФРГ · Герд Кюммет · Эрнст Байт · Бернд Клингнер · Гюнтер Феттер                   | СССР · Эдуард Ярош · Василий Борисов · Людвиг Лустберг · Владимир Коняхин       |

#### Пистолет
| Дисциплина                                | Золото                                                                               | Серебро                                                                       | Бронза                                                                         |
| ----------------------------------------- | ------------------------------------------------------------------------------------ | ----------------------------------------------------------------------------- | ------------------------------------------------------------------------------ |
| Пистолет, 50 м                            | Владимир Столыпин (СССР)                                                             | Денчо Денев (Болгария)                                                        | Гинек Громада (Чехословакия)                                                   |
| Пистолет, 50 м (команды)                  | СССР · Евгений Рассказов · Альберт Удачин · Григорий Косых · Владимир Столыпин       | Швейцария · Людвиг Хемауэр · Фриц Леман · Альбер Шпени · Эрнст Штолль         | Польша · Юзеф Фридел · Хенрик Сиек · Раймунд Шахурски · Юзеф Запендзки         |
| Скорострельный пистолет, 25 м             | Виргил Атанасиу (Румыния)                                                            | Юзеф Запендзки (Польша)                                                       | Ренарт Сулейманов (СССР)                                                       |
| Скорострельный пистолет, 25 м (команды)   | СССР · Игорь Бакалов · Станислав Франчевский · Ренарт Сулейманов · Александр Забелин | Румыния · Виргил Атанасиу · Михай Думитриу · Марсел Рошка · Йон Трипша        | ГДР · Герхард Феллер · Герхард Доммрих · Кристиан Дюринг · Лотар Пинниг        |
| Пистолет центрального боя, 25 м           | Вильям Бланкеншип (США)                                                              | Любомир Нацовски (Чехословакия)                                               | Ренарт Сулейманов (СССР)                                                       |
| Пистолет центрального боя, 25 м (команды) | США · Вильям Бланкеншип · Джон Дитмор · Франклин Грин · Эмиль Хеугаттер              | СССР · Игорь Бакалов · Владимир Столыпин · Ренарт Сулейманов · Альберт Удачин | Чехословакия · Ладислав Фалта · Любомир Нацовски · Йозеф Шваб · Ярослав Веселы |

#### Стрельба по движущейся мишени
| Дисциплина     | Золото                                                                       | Серебро                                                            | Бронза                                                                  |
| -------------- | ---------------------------------------------------------------------------- | ------------------------------------------------------------------ | ----------------------------------------------------------------------- |
| 50 м           | Владимир Веселов (СССР)                                                      | Иоган Никитин (СССР)                                               | Джон Кингетер (США)                                                     |
| 50 м (команды) | СССР · Иоган Никитин · Яков Железняк · Валерий Старателев · Владимир Веселов | США · Ричард Браун · Фредерик Дин · Джон Кингетер · Эдмунд Моэллер | Швеция · Матис Бьёрклунд · Йёте Горд · Горан Юханссон · Мартин Нордфорс |

#### Стендовая стрельба
| Дисциплина     | Золото                                                            | Серебро                                                                    | Бронза                                                                         |
| -------------- | ----------------------------------------------------------------- | -------------------------------------------------------------------------- | ------------------------------------------------------------------------------ |
| Трап           | Кеннет Джоунс (США)                                               | Георге Енаке (Румыния)                                                     | Павел Сеничев (СССР)                                                           |
| Трап (команды) | США · Билли Хикс · Гордон Хорнер · Чарлз Дженсон · Кеннет Джоунс  | Румыния · Йон Думитреску · Георге Флореску · Георге Енаке · Штефан Попович | СССР · Александр Алипов · Юрий Никандров · Павел Сеничев · Владимир Зименко    |
| Скит           | Хорхе Хоттар (Чили)                                               | Ханс-Йоахим Шуппли (ФРГ)                                                   | Артур Роговски (Польша)                                                        |
| Скит (команды) | США · Артур Харрис · Гордон Хорнер · Франк Хубер · Стротер Шумэйт | СССР · Николай Дурнев · Евгений Кондратьев · Евгений Петров · Юрий Цуранов | ФРГ · Хаймо Ретвиш · Ханс-Йоахим Шуппли · Петер фон Хохенталь · Конрад Вирнхир |

### Женщины

#### Винтовка
| Дисциплина                    | Золото                                                      | Серебро                                                      | Бронза                                                        |
| ----------------------------- | ----------------------------------------------------------- | ------------------------------------------------------------ | ------------------------------------------------------------- |
| Винтовка с трёх позиций, 50 м | Маргарет Томпсон (США)                                      | Аннелиз Гот (ФРГ)                                            | Татьяна Рябинская (СССР)                                      |
| Винтовка лёжа, 50 м           | Эулалия Закревска (Польша)                                  | Маргарет Томпсон (США)                                       | Ференцне Кун (Венгрия)                                        |
| Винтовка лёжа, 50 м (команды) | Польша · Барбара Копыт · Ядвига Взентек · Эулалия Закревска | США · Марианне Йенсен · Патрисия Кинселла · Маргарет Томпсон | Венгрия · Оскарне Келльнер · Ласлоне Кишдьёрдь · Ференцне Кун |

#### Пистолет
| Дисциплина | Золото                 | Серебро                  | Бронза                          |
| ---------- | ---------------------- | ------------------------ | ------------------------------- |
| 50 м       | Нина Рассказова (СССР) | Александра Савина (СССР) | Сьюзан Сваллоу (Великобритания) |

#### Стендовая стрельба
| Дисциплина | Золото                   | Серебро                        | Бронза                    |
| ---------- | ------------------------ | ------------------------------ | ------------------------- |
| Трап       | Элизабет фон Зоден (ФРГ) | Шарлотта Беркенкамп (США)      | Валентина Герасина (СССР) |
| Скит       | Клавдия Смирнова (СССР)  | Мерседес де Гарсиа (Венесуэла) | Мишель Валери (Франция)   |